# Titularbistum Poetovium
Poetovium (ital.: Ptuj) ist ein Titularbistum der römisch-katholischen Kirche. Es geht zurück auf einen untergegangenen Bischofssitz in der Stadt Ptuj, die in der spätantiken Provinz Noricum lag. Es gehörte der Kirchenprovinz Aquileia an.
| Titularbischöfe von Poetovium |                |                                     |                 |               |
| Nr.                           | Name           | Amt                                 | von             | bis           |
| 1                             | Anton Stres CM | Weihbischof in Maribor (Slowenien)  | 13. Mai 2000    | 7. April 2006 |
| 2                             | Pavel Posád    | Weihbischof in Budweis (Tschechien) | 26. Januar 2008 |               |